# Renato Albertini
Renato Albertini (Parma, 15 settembre 1928 – Parma, 2 luglio 2006) è stato un politico e partigiano italiano.

## Biografia
Laureato in Giurisprudenza all'Università di Parma. Già partigiano, è poi consigliere comunale e vicesindaco di Parma, nel 1980 viene eletto consigliere regionale in Emilia-Romagna, venendo confermato anche nel 1985, ricoprendo anche l'incarico di assessore regionale. Dirigente politico nazionale del Partito Comunista Italiano, al cui scioglimento aderisce al Partito della Rifondazione Comunista, con il quale diviene deputato nel 1992.
Nel 1995 è candidato presidente alle elezioni regionali emiliane e ottiene l'8,83% senza però essere eletto in consiglio regionale. 
Alle Elezioni politiche del 1996 viene eletto al Senato. Dopo la caduta del Governo Prodi, nell'ottobre 1998 segue Armando Cossutta e Oliviero Diliberto nella scissione che dà vita al Partito dei Comunisti Italiani e vota la fiducia ai successivi Governi di centrosinistra. Conclude il proprio mandato parlamentare nel 2001.
Sposato con Giorgetta Grossi, morì a Parma il 2 luglio 2006 all'età di 78 anni.